# Distel-Sommerwurz
Die Distel-Sommerwurz (Orobanche reticulata), auch Netzige Sommerwurz genannt, ist eine Pflanzenart aus der Gattung der Sommerwurzen (Orobanche) innerhalb der Familie der Sommerwurzgewächse (Orobanchaceae).

## Beschreibung

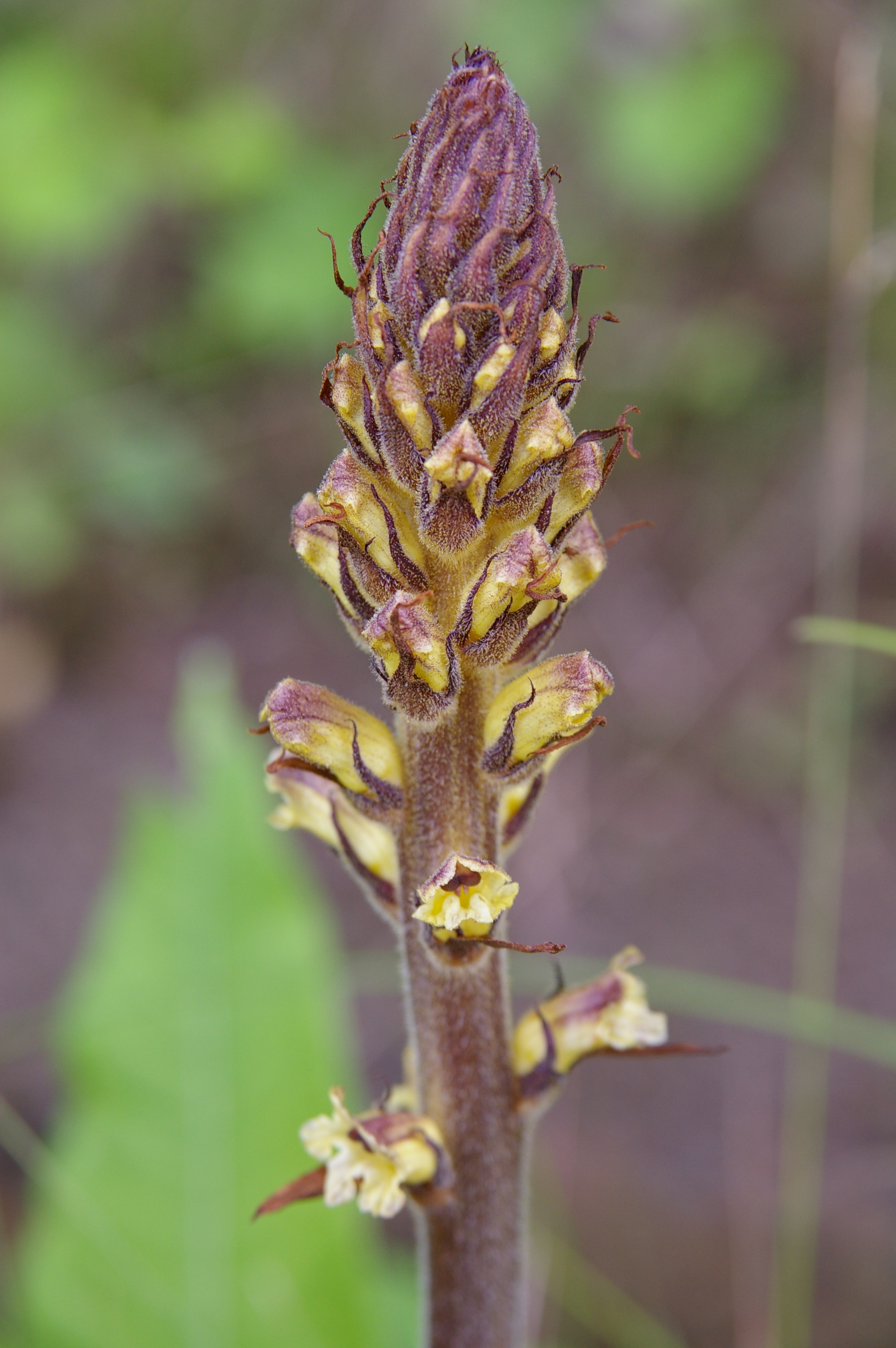
Blütenstand

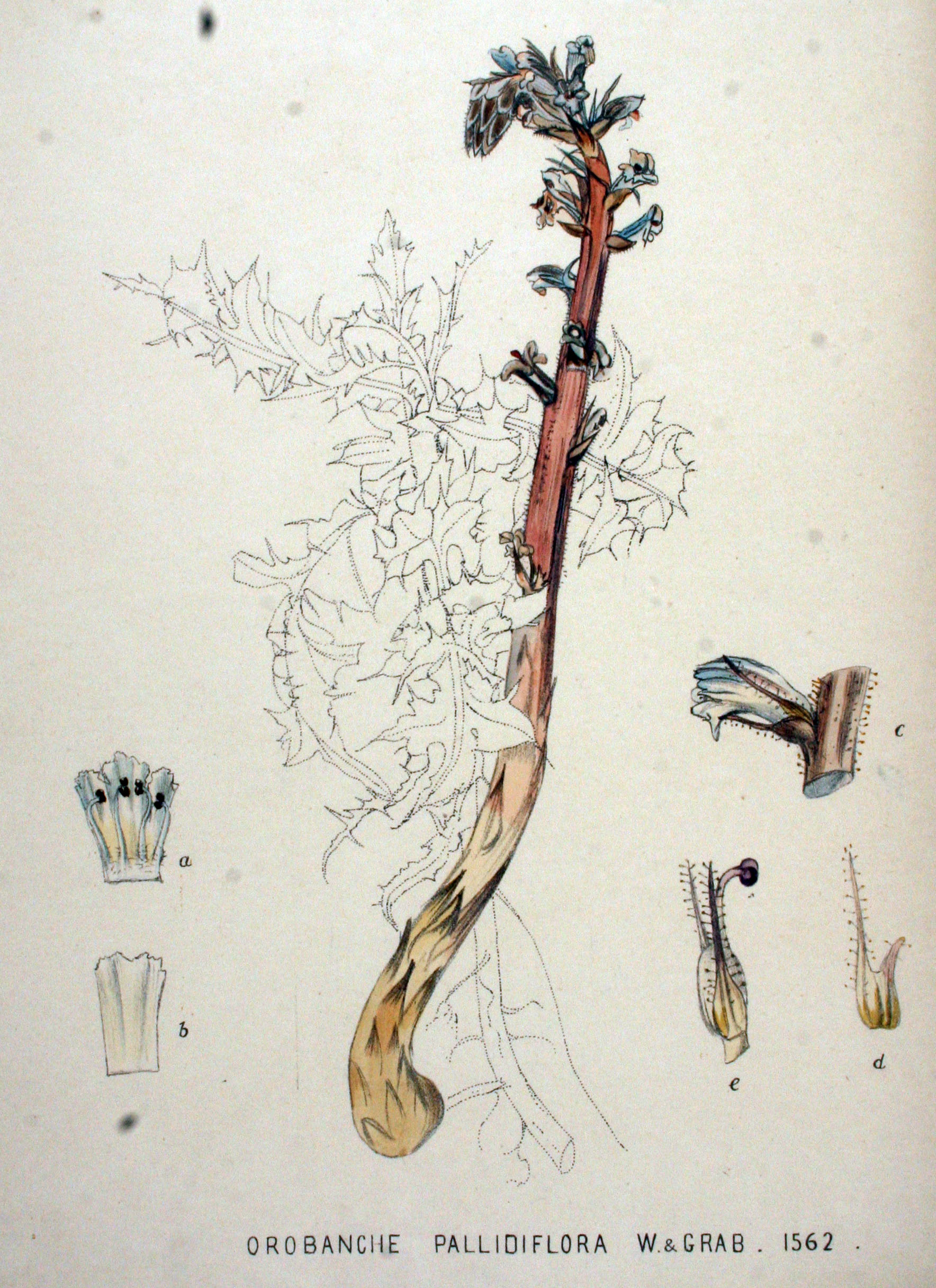
Illustration aus Flora Batava, Volume 20

### Vegetative Merkmale
Die Distel-Sommerwurz ist eine mehrjährige krautige Pflanze, die Wuchshöhen von 25 bis 70 Zentimetern erreicht.

### Generative Merkmale
Die Blütezeit reicht von Juni bis Juli. Die Blüten befinden sich in einem ährigen Blütenstand.
Die zwittrige Blüte ist zygomorph mit doppelter Blütenhülle. Die zwei Hälften des Kelchs weisen meist keine deutliche Nervatur auf oder sind höchstens undeutlich einnervig. Die Kelchspitzen sind oftmals kräftig violett bis schwarz gefärbt, so dass sie sich deutlich von der Krone absetzen. Die Rückenlinie der Krone ist gerade bis kaum gekrümmt und biegt erst in Höhe der Oberlippe nahezu rechtwinklig ab. In der Unterart reticulata ist die Blütenkrone nur an der Basis gelb gefärbt, ansonsten violett und dunkel geadert, die Oberlippe ist dicht mit drüsigen Trichomen besetzt. Die Kronen der Unterart pallidiflora sind weißlich gelb, nur die Lippen sind schwach lila. Die Oberlippe ist schwach mit drüsigen Trichomen besetzt. Die Narbe ist dunkel bräunlich-violett gefärbt.
Die Chromosomenzahl beträgt 2n = 38.

## Ökologie
Die Distel-Sommerwurz ist ein Vollschmarotzer, der auf Kratzdisteln (Cirsium), Ringdisteln (Carduus), Eberwurzen (Carlina), Witwenblumen (Knautia) und Skabiosen (Scabiosa) parasitiert. Sie besitzt keine Chloroplasten und kann keine Photosynthese betreiben, sie ist daher vollständig auf die Ernährung durch ihre Wirte angewiesen (Holoparasit). Ihr schnelles Wachstum wird durch die in der Wurzelknolle gespeicherten Reservestoffe ermöglicht.

## Vorkommen
Die Distel-Sommerwurz ist in Europa, Westasien, im Kaukasusraum, in Marokko und Algerien verbreitet.
Die Distel-Sommerwurz wächst an Acker- und Wegesrändern, auf Brachen und Ruderalflächen, sowie staudenreichen Feuchtwiesen. Sie ist in Höhenlagen von bis zu 1900 Metern zu finden. Sie gedeiht meist auf frischen bis feuchten, meist basen- und nährstoffreichen Böden.
Die ökologischen Zeigerwerte nach Landolt et al. 2010 sind in der Schweiz: Feuchtezahl F = 2+ (frisch), Lichtzahl L = 4 (hell), Reaktionszahl R = 4 (neutral bis basisch), Temperaturzahl T = 4+ (warm-kollin), Nährstoffzahl N = 3 (mäßig nährstoffarm bis mäßig nährstoffreich), Kontinentalitätszahl K = 4 (subkontinental).

## Systematik
Die Erstbeschreibung von Orobanche reticulata erfolgte 1825 durch Friedrich Wilhelm Wallroth in Orobanches Generis Diaskeue ad Carolam Mertensium. Francofurti ad Moenum: F. Wilmans., S. 42.
Bei manchen Autoren gibt es von Orobanche reticulata etwa zwei Unterarten:
- Netzige Distel-Sommerwurz (Orobanche reticulata Wallr. subsp. reticulata): Sie kommt in Pflanzengesellschaften der Ordnung Seslerietalia oder des Verbands Mesobromion vor. Ihre Wirtspflanzen sind Carduus defloratus, auf Carlina acaulis oder auf Arten der Gattung Knautia.[1]
- Blassblütige Distel-Sommerwurz (Orobanche reticulata subsp. pallidiflora (Wimm. & Grab.) Hayek): Sie kommt in Pflanzengesellschaften der Klasse Artemisietea vor. Ihre Wirtspflanzen sind Arten der Gattungen Cirsium und Carduus.[1]

Meist ist aber Orobanche pallidiflora Wimm. & Grab. ein Synonym für Orobanche reticulata Wallr.